# جیرو دیتالیا
جیرو دیتالیا (Giro d'Italia تلفظ ایتالیایی: [ˈdʒi:ro diˈta:lja]؛ تور ایتالیا) یک مسابقهٔ سالانهٔ دوچرخه سواری است که در اصل در ایتالیا برگزار می‌شود، ولی گاهی از کشورهای مجاور نیز گذر می‌کند. نخستین دوره در سال ۱۹۰۹ برای افزایش فروش روزنامهٔ لاگاتزتا دلو اسپورت برگزار شد و از آن سال تاکنون به جز در ادوار جنگ جهانی همه ساله برگزار شده‌است.
مهم‌ترین رده‌بندی جیرو، رده‌بندی اصلی است که پیراهن صورتی را به تن می‌کند و رهبر این رده‌بندی در پایان مسابقه، قهرمان جیرو دیتالیا می‌شود. همچنین رده‌بندی امتیازی و کوهستان جزء رده‌بندی‌های مهم جیرو هستند.

## تاریخچه

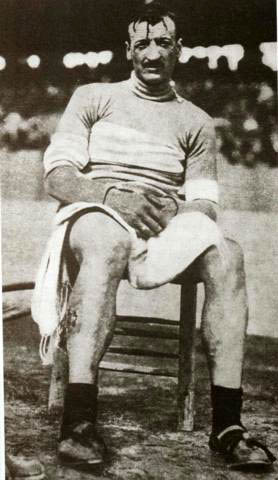
لوئیجی گانا برندهٔ نخستین دورهٔ جیرو دیتالیا

ایدهٔ برگزاری یک مسابقهٔ دوچرخه‌سواری که از همهٔ ایتالیا بگذرد، نخستین بار توسط تولو مورگانی ویراستار لاگاتزتا دلو اسپورت به مالک روزنامه و ویراستار بخش دوچرخه‌سواری آن داده شد. در همان هنگام، رقیب آن‌ها کوریره دلا سرا که پیشتر یک مسابقهٔ اتومبیل‌رانی را با موفقیت برگزار کرده‌بود نیز در حال برنامه‌ریزی برای برگزاری مسابقهٔ دوچرخه‌سواری بود. مورگانی تلاش کرد مسابقهٔ آن‌ها زودتر از مسابقهٔ کوریره برگزار شود؛ ولی لاگاتزتا پول کافی نداشت. البته پس از موفقیت لاگاتزتا در ایجاد دو مسابقهٔ تور لمباردی و میلان–سانرمو، مالک روزنامه تصمیم به اجرای ایدهٔ مورگانی گرفت. مسابقهٔ آن‌ها در صفحهٔ نخست روزنامه در تاریخ ۷ اوت ۱۹۰۸ اعلام شد و مقرر شد که مسابقه در مهٔ ۱۹۰۹ برگزار شود. ایدهٔ مسابقه از تور دو فرانس و موفقیت ناشی از آن برای لوتو الهام گرفته‌شد.
از آن‌جایی که برگزار کنندگان بودجهٔ ۲۵ هزار لیره‌ای مورد نیاز برای برگزاری مسابقه را نداشتند، با دوست خود به نام پریمو بونگرانی که حسابدار بانک کاسا دی ریسپارمیو بود مشورت کردند. او به اقصی نقاط ایتالیا رهسپار شد تا کمک مالی برای برگزاری مسابقه جمع‌آوری کند و در این راه، موفق بود. پول مورد نیاز برای جایزه‌ها از کازینویی در سانرمو تأمین شد. حتی کوریره ۳۰۰۰ لیره به مسابقه کمک کرد.
در ۱۳ مهٔ ۱۹۰۹ در ساعت ۲:۵۳ صبح، ۱۲۷ رکابزن نخستین دورهٔ جیرو دیتالیا را در کاخ لورتو در میلان آغاز کردند. مسابقه در ۸ مرحله به مسافت ۲۴۴۸ کیلومتر برگزار شد. ۴۹ رکابزن مسابقه را به اتمام رساندند و لوئیجی گانا قهرمان شد. گانا ۵۳۲۵ لیره جایزه دریافت کرد و به نفر آخر رده‌بندی اصلی ۳۰۰ لیره داده شد.
کارلو گالتی برندهٔ دو دورهٔ بعدی جیرو شد. در سال ۱۹۱۲ رده‌بندی انفرادی وجود نداشت و تنها رده‌بندی تیمی محاسبه شد که تیم آتالا برندهٔ آن شد. جیروی ۱۹۱۲ تنها دوره‌ای بود که رده‌بندی انفرادی نداشت. از سال ۱۹۱۴ به بعد، رده‌بندی از سیستم امتیازی به سیستم زمانی تغییر یافت که در آن، دوچرخه‌سواری که کمترین مجموع زمانی را داشت برنده می‌شد. طی جنگ جهانی اول در سال‌های ۱۹۱۵ تا ۱۹۱۸ جیرو برگزار نشد. کستانته جیراردنگو برندهٔ نخستین جیروی پس از جنگ در سال ۱۹۱۹ شد.
جیرو در دههٔ ۱۹۲۰ تحت سلطهٔ آلفردو بیندا بود. نخستین پیروزی او در سال ۱۹۲۵ به دست آمد و در سال ۱۹۲۸، در ۱۲ مرحله از ۱۵ مرحله به پیروزی رسید تا دومین قهرمانی را به دست آورد. پیروزی جیروی ۱۹۲۹ نیز در شرایطی به دست آمد که در هشت مرحلهٔ پیاپی برنده شد. بیندا توانست در ۵ جیرو به قهرمانی دست یابد. پس از او جینو بارتالی اقتدار خود را نشان داد و در دو دورهٔ متوالی در سال‌های ۱۹۳۶ و ۱۹۳۷ جیرو را فتح کرد. در سال ۱۹۴۰ در آخرین جیروی پیش از جنگ جهانی دوم، رکابزن ۲۰ ساله‌ای به نام فائوستو کوپی او را شکست داد و به سلطه‌اش پایان داد.

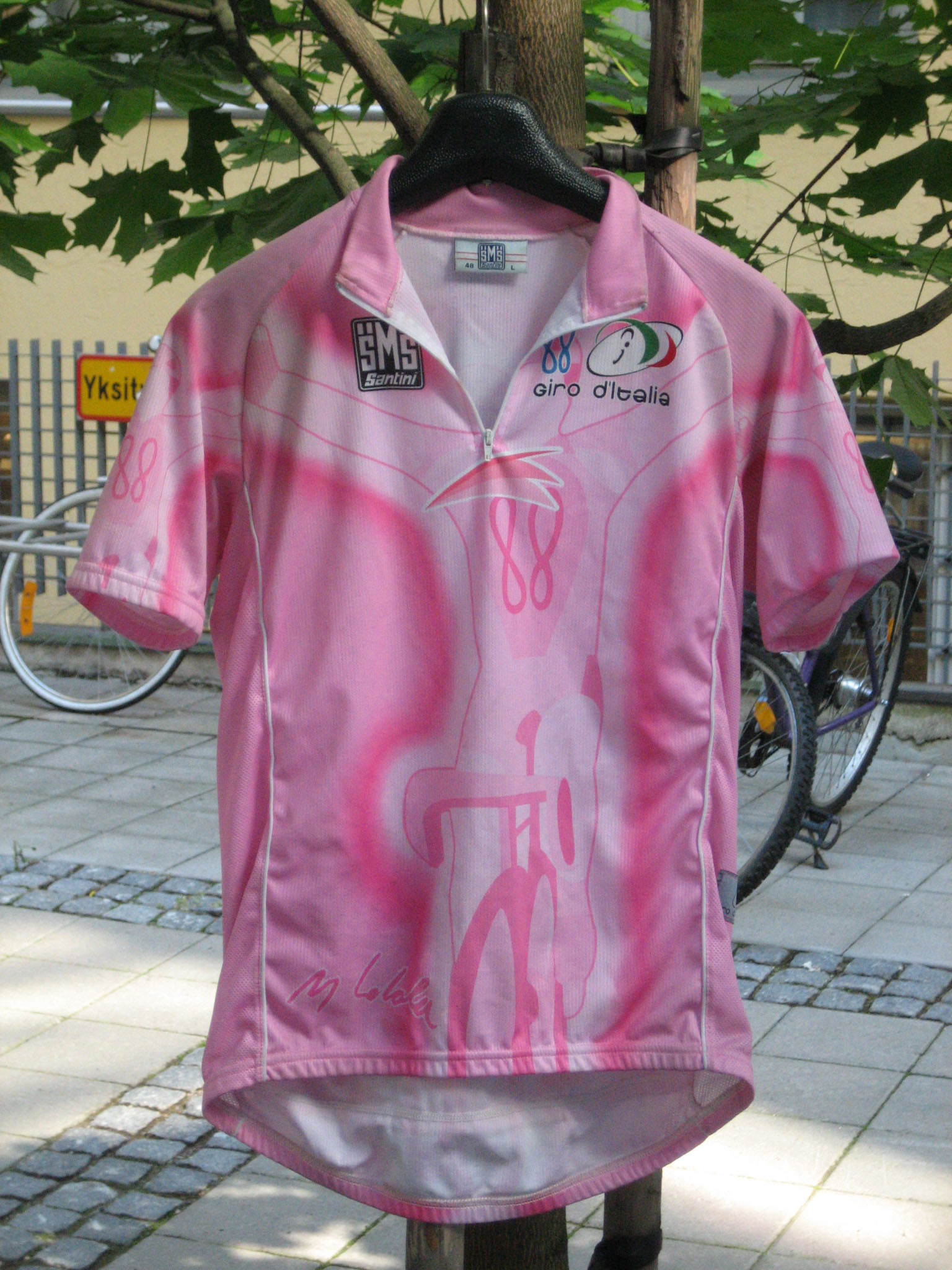
رهبر رده‌بندی اصلی، پیراهن صورتی (Maglia rosa) را به تن می‌کند.

رقابت بارتالی و کوپی پس از جنگ جهانی شدت گرفت. بارتالی آخرین قهرمانی خود را در سال ۱۹۴۶ کسب کرد و در سال بعد، کوپی قهرمان شد. کوپی توانست در سه دورهٔ دیگر نیز قهرمان جیرو شود و نخستین کسی بود که جیرو و تور دو فرانس را در یک سال (۱۹۵۲) فتح کرد. هوگو کوبلت نخستین غیر ایتالیایی بود که توانست در سال ۱۹۵۰ برندهٔ جیرو شود. در دهه‌های ۱۹۵۰ و ۱۹۶۰ کسی نتوانست قدرت اصلی جیرو باشد. در دههٔ ۱۹۵۰ کوپی، شارلی گاول و فیورنتسو مانی هرکدام دو بار قهرمان شدند. در دههٔ ۱۹۶۰ نیز ژاک آنکتیل و فرانکو بالمامیون دو بار برندهٔ جیرو شدند.
در دههٔ ۱۹۷۰ ادی مرکس سلطهٔ خود بر جیرو را نشان داد. پس از پیروزی در سال‌های ۱۹۶۸ و ۱۹۷۰، توانست سه پیروزی پیاپی در سال‌های ۱۹۷۲ تا ۱۹۷۴ به دست آورد. فلیچه جیموندی نیز در سال ۱۹۷۶ سومین جیروی خود را به دست آورد. سپس برنار اینو در اوایل دههٔ ۱۹۸۰ سه بار قهرمان جیرو شد.
استیفن روچ در سال ۱۹۸۷ برندهٔ جیرو شد. او توانست در همان سال تور دو فرانس و مسابقات قهرمانی جهان را نیز فتح کند. در سال بعد، اندرو همستن نخستین غیر اروپایی شد که برندهٔ جیرو شده‌است. میگل ایندوراین آخرین کسی بود که توانست دو قهرمانی پیاپی (در سال‌های ۱۹۹۲ و ۱۹۹۳) در جیرو به دست آورد. در سال ۱۹۹۸ نیز مارکو پانتانی توانست دوگانهٔ جیرو-تور را فتح کند.

## رده‌بندی‌ها
هدف شمار معدودی از رکابزنان رقابت برای مسابقهٔ اصلی است. ولی سه مسابقهٔ دیگر نیز برای رکابزنان متخصص وجود دارد: امتیازی، کوهستان و رکابزن جوان. رهبر هر رده‌بندی یک پیراهن خاص به تن می‌کند. کسی که رهبر بیش از یک رده‌بندی باشد، پیراهن مهم‌تر را به تن می‌کند و پیراهن دیگر به نفر دوم آن رده‌بندی می‌رسد.

### رده‌بندی اصلی
مهم‌ترین رده‌بندی جیرو دیتالیا رده‌بندی اصلی است. زمان طی شده توسط رکابزنان در هر مرحله ثبت و با زمان‌های مراحل پیشین جمع می‌شود. رکابزنی که کمترین زمان مجموع را داشته‌باشد، رهبر مسابقه است. رهبر مسابقه در پایان هر مرحله مشخص می‌شود و می‌تواند پیراهن صورتی را در مرحلهٔ بعد به تن کند. اگر کسی رهبر رده‌بندی‌های دیگر نیز باشد، پیراهن صورتی را به تن می‌کند و پیراهن مربوطه به نفر دوم آن رده‌بندی‌ها داده می‌شود.
روزنامهٔ لاگاتزتا روی کاغذ صورتی‌رنگ چاپ می‌شد و رنگ پیراهن صورتی بر اساس آن انتخاب شد. پیراهن صورتی از دورهٔ ۱۹۳۱ به مسابقه افزوده شد و از آن زمان، تبدیل به نماد جیرو شده‌است. لئارکو گوئرا نخستین رکابزنی بود که این پیراهن را به تن کرد. معمولاً رکابزنان تلاش می‌کنند که پیراهن صورتی را مدت هرچه بیشتری در اختیار داشته‌باشند تا محبوبیت بیشتری برای تیم و حامی مالی خود کسب کنند. در حال حاضر آلفردو بیندا، فائوستو کوپی و ادی مرکس رکورد بیشترین قهرمانی جیرو را با ۵ قهرمانی در اختیار دارند.
برگزار کنندگان جیرو در دورهٔ نخست تصمیم گرفتند از سیستم امتیازی برای تعیین برندهٔ رده‌بندی اصلی بهره گیرند. این روش هزینهٔ کمتری نسبت به اندازه‌گیری زمان داشت. در هر مرحله، هر رکابزن به میزان رتبهٔ خود امتیاز کسب می‌کرد و کسی که مجموع امتیاز کمتری داشت، رهبر مسابقه می‌شد. در سال ۱۹۱۴ سیستم زمانی به کار گرفته شد و تاکنون نیز پابرجا مانده‌است.
در هر مرحله جایزه زمانی زیر برحسب ثانیه به رکابزنان برتر داده می‌شود:
| نوع | نوع           | اول | دوم | سوم |
| --- | ------------- | --- | --- | --- |
|     | پایان مسطح    | ۱۰  | ۶   | ۴   |
|     | اسپرینت میانی | ۳   | ۲   | ۱   |

### رده‌بندی کوهستان
رده‌بندی کوهستان دومین رده‌بندی قدیمی جیرو دیتالیا است که در سال ۱۹۳۳ به مسابقه افزوده شد و نخستین برندهٔ آن آلفردو بیندا بود. در مسیرهای کوهستانی امتیازاتی به نخستین رکابزنانی که به بالای هر سربالایی مشخص برسند، داده می‌شود. میزان امتیاز وابسته به درجهٔ سربالایی است که بر پایهٔ شیب و طول مسیر تعیین می‌شود.
رکابزنی که بیشترین امتیازات کوهستان را داشته باشد، پیراهن کوهستان را به تن می‌کند. در پایان جیرو، کسی که بیشترین امتیاز را داشته باشد، برندهٔ رده‌بندی کوهستان می‌شود. برخی رکابزنان که نه آخرخط‌رو هستند و نه در تایم تریل تخصص دارند، با هدف بردن پیراهن کوهستان وارد مسابقه می‌شوند. جیرو چهار درجه کوهستان دارد. ساده‌ترین مسیر درجهٔ ۴ و سخت‌ترین مسیر درجهٔ ۱ هستند. همچنین بالاترین نقطه‌ای که رکابزنان در طی یک دورهٔ جیرو از آن عبور می‌کنند، چیما کوپی نامیده می‌شود و بیشترین امتیاز را برای رکابزنان به ارمغان می‌آورد. جینو بارتالی هفت بار برندهٔ رده‌بندی کوهستان شده‌است و رکورددار است.
تا سال ۱۹۷۴ پیراهنی به رهبر این رده‌بندی اهدا نمی‌شد. در آن سال، برگزار کنندگان تصمیم گرفتند پیراهن سبز به رهبر رده‌بندی اعطا کنند. در سال ۲۰۱۲ بانکا مدیولانوم که حامی مالی این پیراهن بود، تصمیم گرفت آن را به رنگ آبی تغییر دهد.
توزیع امتیاز مسیرهای کوهستانی به صورت زیر است:
| نوع | نوع       | اول | دوم | سوم | چهارم | پنجم | ششم | هفتم | هشتم | نهم |
| --- | --------- | --- | --- | --- | ----- | ---- | --- | ---- | ---- | --- |
|     | چیما کوپی | ۴۰  | ۲۸  | ۲۱  | ۱۵    | ۹    | ۵   | ۳    | ۲    | ۱   |
|     | درجهٔ یک   | ۳۲  | ۲۰  | ۱۴  | ۱۰    | ۷    | ۴   | ۲    | ۱    |     |
|     | درجهٔ دو   | ۱۴  | ۹   | ۶   | ۴     | ۲    | ۱   |      |      |     |
|     | درجهٔ سه   | ۷   | ۴   | ۲   | ۱     |      |     |      |      |     |
|     | درجهٔ چهار | ۳   | ۲   | ۱   |       |      |     |      |      |     |

### رده‌بندی امتیازی
رده‌بندی امتیازی سومین رده‌بندی قدیمی جیرو است. این رده‌بندی در سال ۱۹۶۶ معرفی شد و نخستین برندهٔ آن جانی موتا بود. امتیازات به نخستین رکابزنانی که به پایان یک مرحله یا نقطهٔ مشخصی از آن برسند، داده می‌شود. رهبر این رده‌بندی پیراهن بنفش را به تن می‌کند. رکابزنی که در پایان مسابقه بیشترین امتیاز را داشته‌باشد، برندهٔ رده‌بندی امتیازی می‌شود. امتیازات اعطا شده در مرحله وابسته به نوع آن مرحله است. در مراحل مسطح بیشترین امتیاز به نفرات برتر داده می‌شود.

### رده‌بندی رکابزن جوان
رده‌بندی رکابزن جوان در سال ۱۹۷۶ برای ایجاد رقابت میان رکابزنان جوان به جیرو دیتالیا افزوده شد. نحوهٔ محاسبهٔ این رده‌بندی مشابه رده‌بندی اصلی است و بر پایهٔ مجموع زمان رکابزنان در مراحل مختلف محاسبه می‌شود. البته این رده‌بندی محدود به رکابزنانی است که سن آنان کمتر از ۲۵ سال باشد. تا سال ۱۹۹۴ معیارهای دیگری برای انتخاب رکابزنان جوان وجود داشت. رهبر این رده‌بندی پیراهن سفید را به تن می‌کند. رده‌بندی رکابزن جوان در سال ۱۹۹۴ از جیرو خارج شد، ولی در سال ۲۰۰۷ بازگردانده‌شد و محدودیت سنی به ۲۵ سال افزایش یافت. نخستین برندهٔ این رده‌بندی آلفیو واندی بود. ولادیمیر پولنیکوف و پاول تونکوف دو بار برندهٔ رده‌بندی رکابزن جوان شده‌اند. اوگنی برزین در سال ۱۹۹۴ و نایرو کینتانا در سال ۲۰۱۴ توانستند افزون بر رده‌بندی رکابزن جوان، فاتح رده‌بندی اصلی جیرو نیز شوند.